# Plesiadapidae
Plesiadapidae (от др.-греч. πλησίος «близкий» и Adapis) — вымершее семейство млекопитающих подотряда Plesiadapiformes, обитавшее в эпоху палеоцена — эоцена около 66—47,8 млн лет назад в Европе, Азии и Северной Америке.
Они были широко распространены в позднем палеоцене, и их окаменелости часто используются для установления возраста ископаемых фаун.

## Классификация
Маккенна и Белл выделили два подсемейства (Plesiadapinae и Saxonellinae) и один род с неопределенным систематическим положением (Pandemonium) внутри Plesiadapidae. Совсем недавно из семейства были исключены Saxonella и Pandemonium, оставив только Plesiadapinae. Внутри семейства Pronothodectes является вероятным предком всех других родов, тогда как Plesiadapis может быть прямым предком как Chiromyoides, так и Platychoerops.

## Роды
На декабрь 2023 в семейство включают 7 вымерших родов:
- † Chiromyoides Stehlin, 1916
- † Jattadectes Thewissen et al., 2001
- † Megachiromyoides Weigelt, 1933
- † Nannodectes Gingerich, 1975
- † Platychoerops Charlesworth, 1855
- † Plesiadapis Gervais, 1877
- † Pronothodectes Gidley, 1923